# Hans-Hermann Bentrup
Hans-Hermann Meyer zu Bentrup (* 25. Juni 1937 in Bielefeld; † 2. Juni 2024) war ein deutscher Agrarökonom. Er war Staatssekretär in Nordrhein-Westfalen und in Brandenburg.

## Leben
Bentrup absolvierte eine Ausbildung in der Landwirtschaft und ein entsprechendes Studium, das er 1964 mit der Promotion zum Dr. agr. an der Universität Kiel abschloss. In das nordrhein-westfälische Agrarministerium trat er im Jahr 1965 ein. Dort wurde er 1985 zum Staatssekretär berufen. Von 1996 bis 2000 amtierte er als Agrar-Staatssekretär in Brandenburg. 
Zuletzt engagierte er sich unter anderem als Vorsitzender der Lenné-Akademie für Gartenbau und Gartenkultur e.V. und als Vorsitzender des Kuratoriums Entente Florale Deutschland.
Bentrup starb Anfang Juni 2024 drei Wochen vor Vollendung seines 87. Lebensjahres. Er wurde auf dem Düsseldorfer Nordfriedhof beigesetzt.

## Ehrungen
- Ernst-Schröder-Münze (2008)[3]

## Veröffentlichungen (Auswahl)
- Georg Hohlneicher (Hrsg.): Leben ohne Risiko? 600 Jahre Kölner Universität 1388–1988. Verlag TÜV Rheinland, Köln 1989, ISBN 978-3-88585-674-0.
- Ernst Otto Bendixen (Hrsg.): Innovatives Wirtschaften in ländlichen Räumen. ASG, 1999, ISBN 3-925700-10-2.